# Белен (мікрорегіон)
Белен (порт. Microrregião de Belém) — мікрорегіон в Бразилії, входить в штат Пара. Складова частина мезорегіону Агломерація Белен. Населення становить 2 457 181 чоловік на 2007 рік. Займає площу 3129,598 км². Густота населення — 785,1 чол./км².

## Склад мікрорегіону
У склад мікрорегіону включені наступні муніципалітети:
1. Ананіндеуа
2. Баркарена
3. Белен
4. Беневідіс
5. Марітуба
6. Санта-Барбара-ду-Пара

| Бразилія | Це незавершена стаття з географії Бразилії. Ви можете допомогти проєкту, виправивши або дописавши її. |